# Marquette (Kansas)
Marquette est une ville américaine située dans le Kansas, dans le centre de l’État, sur la rive du fleuve de Smoky Hill. Lors du recensement de 2010, sa population s’élevait à 641 habitants. Elle est à le coin nord-est du comté de McPherson. Sa superficie totale est de 0,9 km² (0,4 mi²).
Dans la ville, il y a un musée de motocyclettes, le Kansas Motorcycle Museum.